# Schnellzug

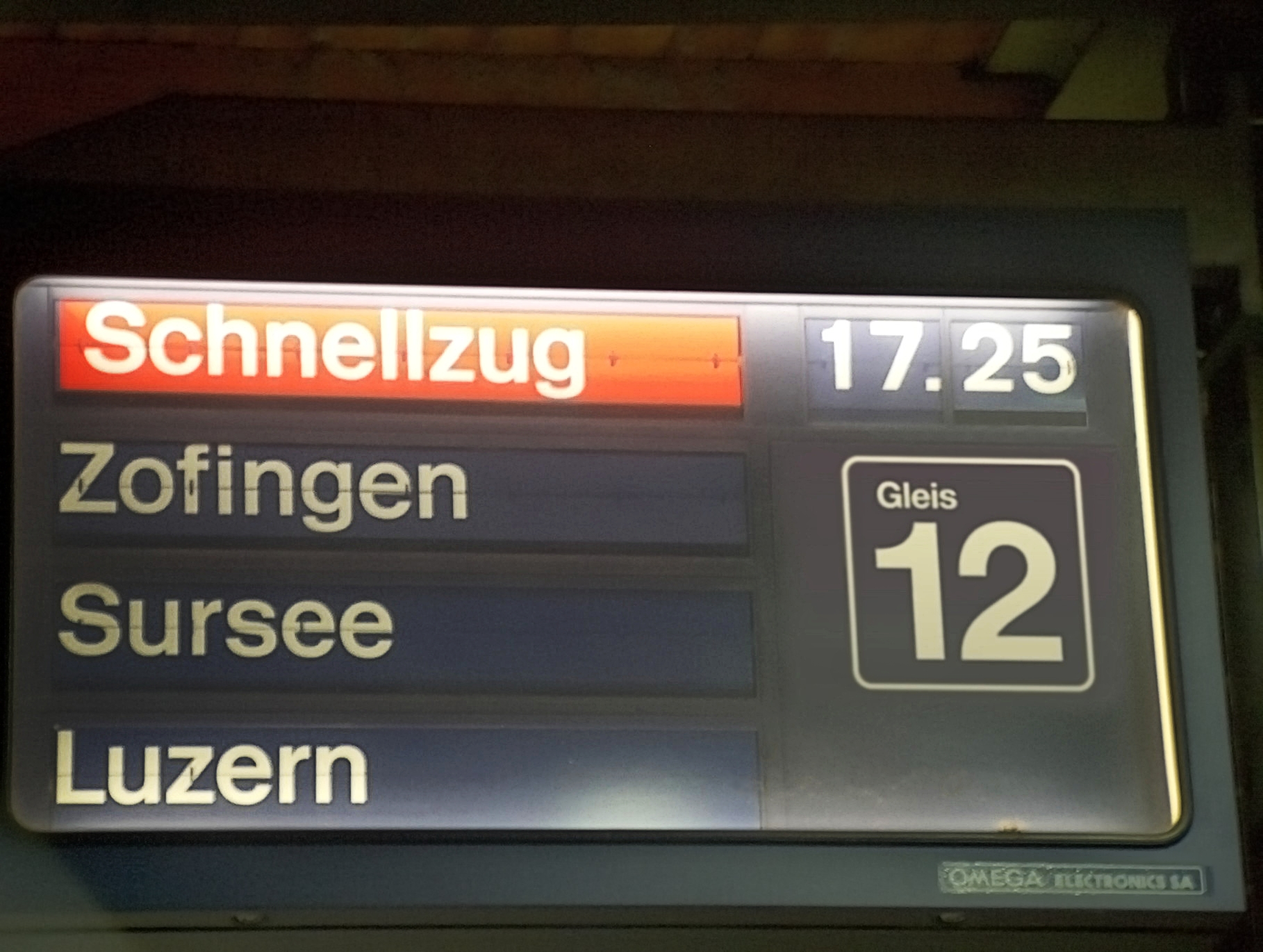
Egy Snellzug egy állomási kijelzőn

A Schnellzug a gyorsvonat megfelelője a német nyelvű országokban, ahol olyan vonatokra utal, amelyek nem állnak meg a vonal minden állomásán. A kifejezést általánosságban és konkrét vonattípusként is használják. Németországban és Ausztriában a köznyelvben D-Zugnak is nevezik, ami a Durchgangszug ("átmenő vonat") rövidítése, és a gyorsvonatokat gyakran D betűvel kezdődő számmal jelölték. 1980 januárjáig Svédországban a hasonló kifejezést, a snälltåg-ot használták.
A Deutsche Bahn (DB), az Osztrák Szövetségi Vasutak (ÖBB) és a Svájci Szövetségi Vasutak (SBB) által üzemeltetett vasúthálózaton a gyorsvonatokat ma olyan kategóriákba sorolják, mint az EuroCity, InterCity, Interregio...stb. A DB időnként még mindig közlekedtet D-Zug járatokat éjszakai vonatokban (D-Nacht), különösen a kelet-európai szomszédok felé, valamint tehermentesítő vonatokként. A DB útvonalain közlekedő múzeumi járatok is D-Zug számot kapnak.

## Országonként

### Németország

#### Az első expresszvonatok
Az első német gyorsvonat 1851. május 1-jén közlekedett Berlin és Deutz am Rhein (ma Köln része) között, és 16 óra alatt tette meg az utat. Három hónappal később, 1851. augusztus 1-jén az első éjszakai vonat Berlin és Bromberg között közlekedett. A porosz állam az egész országra kiterjedő éjszakai vonathálózatot követelt, ezért a különböző vasúttársaságok a következő években (1852 és 1854 között) gyors postavonatokat indítottak Berlinből Breslau, Frankfurt am Main, Hamburg és Köln felé. A Berlin és Frankfurt közötti éjszakai postavonatok utasainak először magasabb viteldíjat kellett fizetniük, hogy kompenzálják az éjszakai átmenő vonatok magasabb személyzeti költségeit.
1889-ig a gyorsvonatokat S betűvel jelölték Schnellzug (gyorsvonat, többes számban: Schnellzüge) vagy K betűvel Kurierzug (futárvonat). 1889-től Németországban az összes ilyen járat az S betűt kapta.

#### Durchgangszug (D)
1892-től egy új vonatkategória jelent meg különösen kényelmes gyorsvonati kocsikkal: a Durchgangszug vagy D-Zug (többes számban: D-Züge). Eredetileg ezek olyan vonatok voltak, amelyeken a kocsik között, harmonika formájú összeköttetések voltak, és az oldalsó folyosók vagy a kocsin belüli középfolyosók segítségével a kocsik végétől a másik végéig végig lehetett menni, ellentétben az addig megszokott fülkés kocsikkal, amelyekben a fülke két oldalán ajtók voltak, és se a szomszédos fülkébe, se a következő kocsiba nem lehetett menet közben átjutni.
Az első D-Züge járatok 1892. május 1-jén indultak az alábbi útvonalakon:
- Berlin Potsdamer Bahnhof - Paderborn Hauptbahnhof - Köln Hauptbahnhof és
- Berlin Potsdamer Bahnhof - Nordhausen - Frankfurt Hauptbahnhof.

Ezek 1. és 2. osztályú kocsikból, étkezőkocsikból és hálókocsikból álltak (az éjszakai vonatokon). Nemcsak nagyon kényelmesnek, hanem különösen pontosnak is szánták őket. A D-Zug járatokon 2 márka felárat kellett fizetni. 1894-ben az első harmadosztályú kocsikkal is felszerelt D-Zug Berlin és Kelet-Poroszország között közlekedett.
1917-re Németországban szinte az összes Schnellzugot fokozatosan átminősítették D-Zuggá, vagy átalakították felármentes gyorsvonatokká, az úgynevezett Eilzugokká. Az egyetlen normál tarifájú vonatok, amelyek nem álltak meg minden állomáson, a beschleunigte Personenzüge (BP) vagy "gyors személyvonatok" voltak. Néhány Schnellzug maradt Bajorországban, ahol a München Hauptbahnhof-Mittenwald-Innsbruck Hauptbahnhof vonalon pótdíjjal közlekedtek; ezek csak 1929-ben váltak D-Zug-gá.

#### Fernschnellzug (FD)

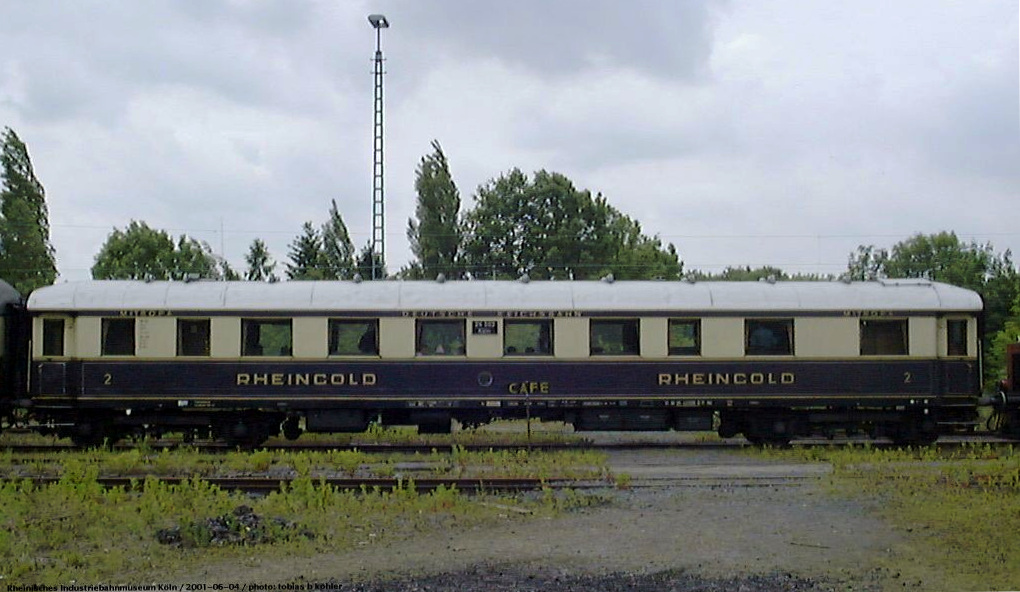
A Rheingold 1928-as személykocsija

1923-tól a nagyon gyors vonatokat egy új Fernschnellzug (FD-Zug) vagy "távolsági gyorsvonat" kategóriába sorolták, és csak 1. és 2. osztályú elhelyezést kínáltak (pl. FD Rheingold), míg a D-Züge többsége ekkoriban 1., 2. és 3. osztályú kocsikkal közlekedett. Az FD-járatokat 1939. augusztus 22-én megszüntették.
Az FD-vonatokhoz 1933-tól a Flying Hamburger sorozatú gyorsvonati motorkocsik csatlakoztak. Ezeket a vonatokat FDt vagy Fernschnellzug mit Triebwagen ("távolsági gyorsvonat motorkocsival") néven osztályozták, és általában csak 2. osztályú elhelyezést kínáltak. Ezek a járatok 1939. augusztus 22-én szűntek meg.

#### Fernzug (F)
Az 1951-es nyári menetrendben a DB új vonatosztályt vezetett be: a Fernzug-ot ("távolsági vonat"). Ezek a vonatok a Német Szövetségi Köztársaság gazdasági központjait kötötték össze egymással. A vonatok kezdetben a "régi" FD, majd 1955. május 22-én F mint Fernzug megjelölést kaptak, és 1956-ig 1. és 2. osztályú kocsikkal közlekedtek, majd ezt követően kizárólag az (új) 1. osztályú kocsikkal. A vonatokhoz mindig tartozott egy étkezőkocsi vagy büfékocsi, amelynek büfé részlegét a DSG irányította.
Kezdetben a Rajna-menti vasútvonalon egyes vonatokat akár négy szerelvénybe is összevontak, és a háború előtti VT 04 és VT 06, valamint a háború utáni új VT 08 dízelmotorvonatokkal közlekedtek. A dízel motorvonatok mellett 3-5 háború előtti kocsiból álló, mozdonyvontatású vonatokat is használtak. Ezek különböző típusú, acélvázas, szabványos kocsik (Einheitswagen) voltak. A kocsik belső tereit és folyosóit felújították, és új szőnyegekkel látták el. A külső festést a szokásos palackzöldről acélkékre (RAL 5011) cserélték. Ezenkívül a Deutsche Bundesbahn feliratot, vagy - ha a kocsikat csak belföldi útvonalakon használták - a DB kezdőbetűit ezüst betűkkel rakták fel az oldalukra. Összesen legalább 76 kocsit alakítottak át erre a szerepre. Ezek között voltak a Henschel-Wegmann vonat kocsijai is.
A későbbi UIC X típus új kocsijainak átadásával a háború előtti kocsikat felváltották a Fernzug szolgálatában. A kék F-Zug festést később az új 1. osztályú kocsik festésénél is alkalmazták.
Ezekre a nagyon gyors vonatokra, amelyek csak néhány állomáson álltak meg - mint az FD-korszakban - külön Fernschnellzug felárat kellett fizetni. A Fernzugokat 1971-ben felváltották az Intercity vonatok.
A híres TEE Rheingold, amely Amszterdam és Genf között közlekedett, valamint a Rheinpfeil (Dortmund és München között) kezdetben F-Zug járatok voltak 1962 és 1965 között, mielőtt TEE kategóriába sorolták át őket.

#### City-D-Zug (DC)
A City-D-Zug (DC) vonatnemet a Deutsche Bundesbahn az 1973-as nyári menetrendjében vezette be. Ezeknek a vonatoknak naponta háromszor kellett volna csatlakozniuk az IC-hálózat által összekapcsolt gazdasági központokhoz, mint az IC-vasúthálózat betétvonatainak. Az elképzelés azonban nem volt sikeres, mivel a menetrendjüket a kétóránként közlekedő IC-vonatokhoz igazították, amelyek csak 1. osztályon közlekedtek, így a 2. osztály utasai a csatlakozásokra várakoztak.
Ráadásul a DC-Züge kocsiparkja nem volt jobb, mint a normál gyorsvonatok általános színvonala. A kifejezetten a DC-Zug számára kifejlesztett speciális luxuskocsik kifejlesztésére irányuló kezdeményezést elvetették az Eurofima projekt javára, amely hat európai ország számára szabványos, magas komfortfokozatú kocsikat (Eurofima-Wagen) tartalmazott. 1978-ban a DB megszüntette ezt a vonatkategóriát. Számos vonat továbbra is normál D-Züge-ként közlekedett, több vonatot 10-15 évvel később integráltak az Interregio hálózatba (pl. az Emden-Münster-Hagen-Gießen-Frankfurt/Main járat).

#### FernExpress (FD)
A FernExpress egy 1. és 2. osztállyal és a történelmi FD rövidítéssel ellátott vonattípus volt, amelyet a DB az 1983-as nyári menetrendben vezetett be. Ezek a vonatok, amelyeknek egyedi nevük volt, elsősorban Hamburg vagy a Ruhr-vidék térségét kötötték össze a dél-németországi üdülőhelyekkel. Néhány külföldre is közlekedett.
E vonatok 2. osztályú kocsijai mind a korábbi, nem légkondicionált Bm típusú IC-kocsikból álltak, amelyek akkor váltak elérhetővé, amikor az Intercity-járatokban az új, légkondicionált termes kocsikra cserélték őket. Az összes 1. osztályú kocsi szintén az IC-flottából származott, az étkezőkocsik a QuickPick büfékocsikból, később az ARmz218 típusú félbüfékocsikból is. Ezekhez a legtöbb esetben másodosztályú közvetlen kocsik csatlakoztak más üdülési célállomásokra.
A Hamburg és Berchtesgaden között közlekedő FD vonat, a Königssee, egy úgynevezett Kinderland-Wagen-t ("gyermekvilág kocsi") is továbbított, amely nagyméretű gyermekjátszótérrel rendelkezett. A Dortmund és Oberstdorf közötti Allgäu és a Dortmund és Berchtesgaden közötti Berchtesgadener Land később szintén ilyen kocsikat kapott.
Az FD-Zug megszűnt az 1990-es évek elején, mivel egyre több IR-, IC- és ICE-vonat közlekedett az üdülőrégiókban.
FD-Zug járatok 1983 nyarán:
- 210/211 Wörthersee: Klagenfurt-Dortmund
- 220/221 Donau-Kurier: Wien-Dortmund
- 264/265 Mozart: Bécs-München-Straßburg-Párizs-Eszt
- 702/703 Bodensee: Konstanz-Dortmund
- 712/713 Allgäu: Oberstdorf-Dortmund
- 722/723 Berchtesgadener Land: Berchtesgaden-Dortmund
- 780/781 Königssee: Berchtesgaden-Hamburg

FD-Zug járatok 1988 nyarán:
- 1902/1903 Bodensee: Konstanz-Dortmund
- 1912/1913 Allgäu: Oberstdorf-Dortmund
- 1916/1917 Tegernsee: Tegernsee-Dortmund
- 1920/1921 Bayerischer Wald: Passau-Dortmund
- 1922/1923 Berchtesgadener Land: Berchtesgaden-Dortmund
- 1970/1971 Schwarzwald: Seebrugg-Hamburg
- 1980/1981 Königssee: Berchtesgaden-Hamburg
- 1982/1983 Alpenland: Oberstdorf-Hamburg

#### Expresszug (Ex)

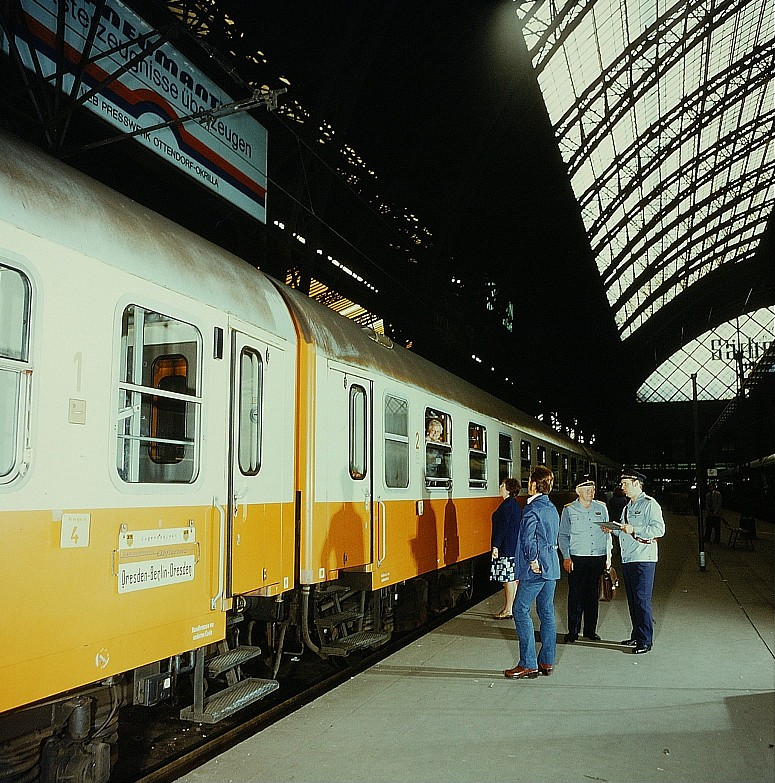
Städteexpress a drezdai főpályaudvaron

A keletnémet Deutsche Reichsbahn az 1950-es évek óta rendelkezik az Ex (Expresszüge) vonatkategóriával. Ezek a DB F-Zug járataihoz hasonló, kevés megállóval közlekedő expresszvonatok voltak, de 1. és 2. osztályt is továbbítottak. A Schnellzug viteldíjon felül Expresszug felárat kellett fizetni. Miután az 1960-as években eltűnt a belföldi járatokból, az 1969/70-es menetrendben a DR VT 18.16-os gyorsvonati dízel motorvonatok érkezésével újra bevezették.
Ex-Zug járatok a Német Demokratikus Köztársaságban 1972-ben:
- 2/3: Lipcse-Berlin
- 6/7: Lipcse-Berlin
- 54/55 Vindobona: Bécs-Berlin
- 121/122 Berlinaren: Berlin-Malmö (belföldi utasoknak nem állt rendelkezésre)
- 147/148 Karlex: Karlovy Vary-Berlin
- 154/155 Hungária: Budapest-Berlin
- 311/312 Neptun: Berlin-Koppenhága (belföldi utasoknak nem állt rendelkezésre)
- 347/348 Karola: Karlovy Vary-Lipcse (csak nyáron)

A nemzetközi vonatokat a következő években ismét normál D-zug-okká alakították át.
Az Expresszug kategória legismertebb képviselői az 1976-ban bevezetett Städteexpress vonatok voltak. A nemzetközi forgalomban 1987-ben jelent meg az új kategória, az Interexpress (IEx), amelyre a normál D-Zug viteldíjakat alkalmazták.

### Ausztria
Az első osztrák gyorsvonat (Schnellzug) 1857-ben közlekedett Bécsből Triesztbe. Ausztriában később jelentek meg, mint Németországban, mert a vasúttársaságok visszariadtak a magasabb üzemeltetési költségektől. Az első gyorsvonat 1861-ben közlekedett Bécsből Budapestre, 1862-ben a Bécs-Drezda vonalon Prágán keresztül indult gyorsvonat-járat, 1868-ban pedig az első gyorsvonat Bécsből Krakkón és Lembergen keresztül Bukarestbe közlekedett. 1887-ben jelentek meg először a 3. osztályú kocsik a gyorsvonatokon, míg a magyarországi expresszek 1912-ig kizárólag 1. és 2. osztályú kocsikból álltak.
Később a szokásos Schnellzug mellett bevezették az Expresszug (Ex) kategóriát, valamint az ÖBB 4010 sorozatú gyorsvonati motorvonatokat (Triebwagenschnellzug vagy TS). Ezeket az utóbbi években az új EuroCity és InterCity járatok váltották fel. Az éjszakai forgalomban a legtöbb Schnellzugból EuroNight vonat lett.

### Svájc
Svájcban a Schnellzug vonatkategória csak a 2004. december 12-i menetrendváltáskor került ki teljesen az SBB hálózatából, amikor is a RegioExpress és az InterRegio kifejezésekkel helyettesítették, amelyek az összes hivatalos nyelven használhatók. Egy évvel később a RhB követte ezt a példát. Ez a folyamat már jóval korábban elkezdődött, amikor a Schnellzug kategóriát kezdetben a InterCity típus kezdte felváltani, amelyek egy része azóta InterCity-Neigezug (ICN) vagy a SBB RABDe 500 sorozatú Intercity billenőszekrényes vonat.

### Olaszország
A Diretto Olaszországban 2007. június 9-i megszűnéséig az egyik legfontosabb kategória volt, amely a helyi és a távolsági forgalom közötti szakadékot töltötte ki. A Diretto feladata az volt, hogy közvetlenül A pontból B pontba közlekedjen, de közepes méretű állomásokat szolgált ki (ellentétben az InterCityvel). A Diretto az osztrák Regionalexpress (REX) járatokhoz hasonlítható.
A korábbi években létezett a Rapido távolsági, kiegészítő viteldíjas járat is, amely csak fontos állomásokon állt meg. Ezt a vonattípust később felváltotta az Intercity

## Lásd még
- Gyorsvonat